# GRB 990123

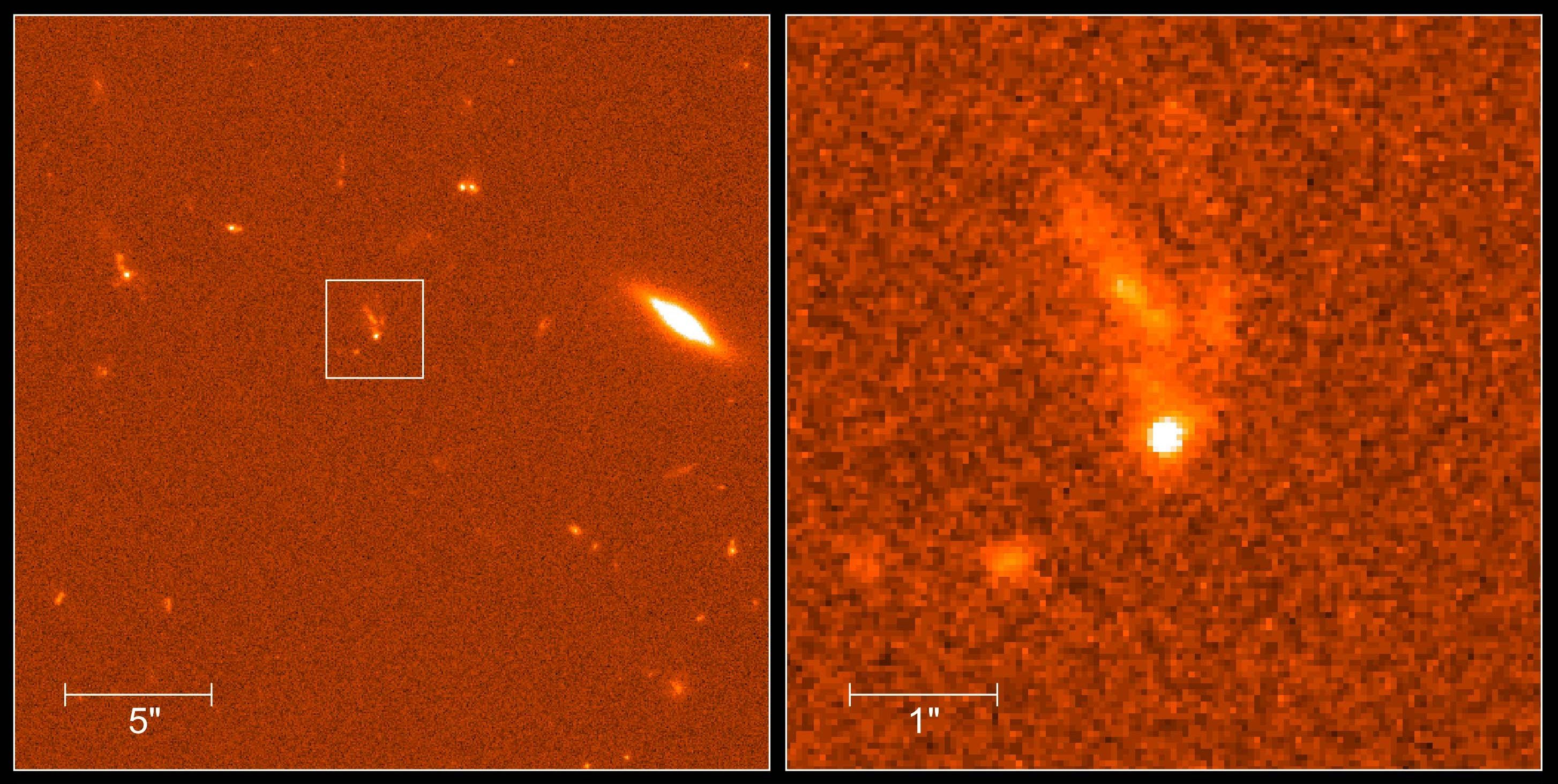
「GRB 990123」爆發後的光學餘暉（右圖放大部分的亮點），白點上方的條狀物體為爆發源的星系，該星系看來曾與其他星系碰撞過，才變成這個樣子。

「GRB 990123」是一個於1999年1月23日錄得的伽瑪射線暴，由於及早被人們發現，因此能觀測得它的光學餘暉。
天文學家使用位於美國新墨西哥州的ROTSE-1望遠鏡，拍下當日伽瑪射線暴的可見光照片。這台望遠鏡設有四片遠距攝影透鏡，使用CCD電子圖像陣列對焦，並在一自動平台下運作。
雖然焦距200 mm的透鏡並未算是業餘天文學中的最專業，但ROTSE-1本身視野廣闊，在可見的天空範圍內可快速定位及掃瞄特定位置的影像。現時這台望遠鏡由密歇根大學的Carl Akerlof博士所領導的團隊運作。
1999年1月23日，康普顿伽玛射线天文台记录到了一个伽瑪射線暴，持續時間為一分半鐘左右。在錄得爆發的第25秒為伽瑪射線及X射線的高峰，至第40秒出現另一個高峰，但強度不及上一個高峰，在之後的50秒間不斷錄得射線的小型高峰，至八分鐘後，其錄得的射線強度已降至原來的百分之一。這場爆發的威力頗大，其排名為所有錄得的伽瑪射線暴的首2%。
在CGRO衛星錄得爆炸後，地面控制人員即時向「伽瑪射線暴協調網絡」（GCN）發佈數據。由於這顆衛星不能提供爆發的確實位置，因此使用ROTSE-1望遠鏡作定位及觀測，在錄得爆炸的第22秒拍下照片，並每25秒拍攝一次。
ROTSE-1望遠鏡可拍攝達16等的暗淡天體，伽瑪射線暴觀測者預計源頭的可見光會非常暗，不過是次爆發的源頭的光度一度達到9等，不少業餘天文學家使用雙筒望遠鏡均能觀測得到。光度增強為原來的大約4000倍。
除此之外，BeppoSAX衛星也目睹是次爆發，並已鎖定源頭數角分範圍內的位置，同時對外發佈有關數據。在爆發四小時後，位於加州帕洛馬爾山的60吋Schmidt照相機拍得區域的影像，人們在影像中發現了其他相同區域圖像沒有的18等短暫光源。
翌日晚上，位於夏威夷的Keck望遠鏡及加那利群島的Nordic光學望遠鏡拍得爆發光源的影像，那時它已暗至20等，同時也錄得爆發源的光譜吸收線出現1.6的紅移值，得知該物體距離地球達90億光年。
哈勃太空望遠鏡也在錄得爆發的16天後，向爆發源的位置作出觀測，這時它的光度已是原來的300萬分之一以下。不過它也找到一些線索，在爆發源的遙遠未知星系，有大量新恆星正在誕生。

## 請參閱
- GRB 050509B  （页面存档备份，存于）

## 外部連結
- GRB 990123 的寄主星系